# Canadian North
Canadian North — регіональна авіакомпанія Канади зі штаб-квартирою в місті Єллоунайф, що працює на ринку пасажирських, чартерних та вантажних авіаперевезень на всіх основних транспортних напрямках Північно-Західної Території, Нунавута, а також в Едмонтоні і Оттаві. Головним транзитним вузлом (хабом) авіакомпанії є Аеропорт Йеллоунайф.

## Історія
Авіакомпанія The North» була утворена в 1989 році як дочірній підрозділ магістральної авіакомпанії Canadian Airlines для забезпечення повітряного сполучення з північними поселеннями корінних народів Канади. У вересня 1998 року Canadian North частково була викуплена холдингом Norterra, що перебуває у власності асоціації корінних народів півночі інуїтів, при цьому половина власності холдингу належить об'єднанню інуїтів Північної Канади, інша половина — корпораціям Inuvialuit Development Corporation і Nunasi Corporation, що представляють інтереси інуїтів Західної Канади в провінції Нунавут.
У 2001 році в результаті злиття Air Canada і Canadian Airlines авіакомпанія Canadian North стала повністю незалежним авіаперевізником. До 2003 року компанія вже поміняла три дизайни лівреї своїх літаків (дві лівреї Canadian Airlines і ще одна — Air Canada), і до кінця року було розроблено і прийнято до використання новий дизайн лівреї літаків Canadian North, використовуваний в даний час. Новий дизайн містить в собі три відмітні ознаки північних територій Канади: білий ведмідь, сонце полярного дня і північне сяйво.
У червні 2007 року авіакомпанія відкрила додаткові регулярні рейси в населені пункти регіону Кітікмеот: Йоа-Хейвен, Талойоак, Кугаарук і Куглуктук.
У квітні 2008 року мережа регулярних маршрутів була розширена рейсами ще сім населених пунктів регіону Баффин провінції Нунавут.

## Маршрутна мережа авіакомпанії

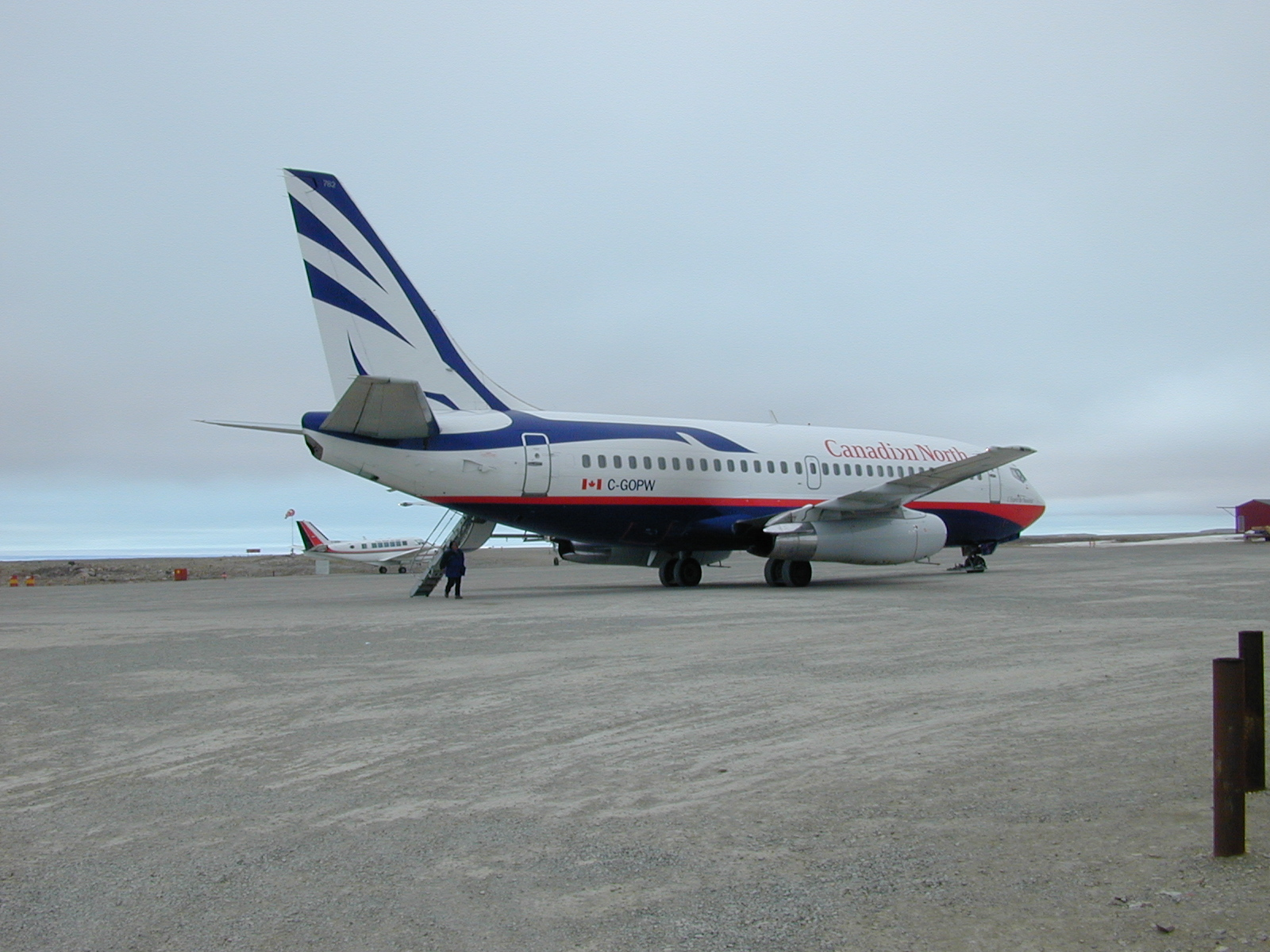
Boeing 737-200 авіакомпанії Canadian North в колишній лівреї. Аеропорт Кеймбрідж-Бей

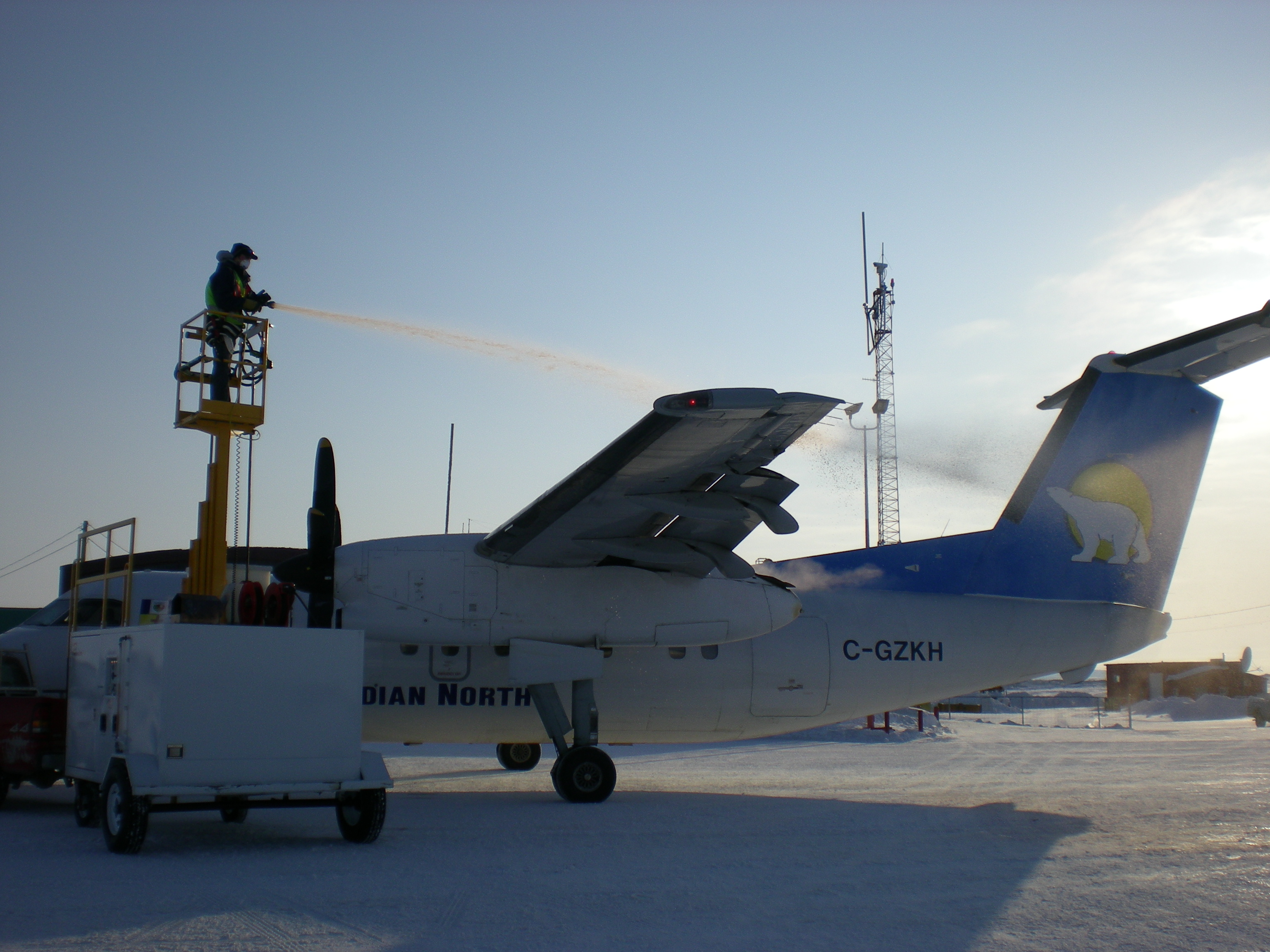
De Havilland Canada Dash 8 Canadian North проходить протиобледенілу процедуру перед вильотом

Станом на вересень 2009 року авіакомпанія Canadian North виконувала регулярні рейси за такими напрямами::
- Альберта
  - Едмонтон — Міжнародний аеропорт Едмонтон
- Північно-Західні Території
  - Інувік — Аеропорт Інувік імені Майка Зубко
  - Норман-Уеллс — Аеропорт Норман-Уеллс
  - Йеллоунайф — Аеропорт Йеллоунайф
- Нунавут
  - Кеймбрідж-Бей — Аеропорт Кеймбрідж-Бей
  - Кейп-Дорсет — Аеропорт Кейп-Дорсет
  - Клайд-Рівер — Аеропорт Клайд-Рівер
  - Йоа-Хейвен — Аеропорт Йоа-Гейвен
  - Хол-Біч — Аеропорт Хол-Біч
  - Іглулік — Аеропорт Іглулік
  - Ікалуїт — Аеропорт Ікалуїт
  - Кугаарук — Аеропорт Кугаарук
  - Куглуктук — Аеропорт Куглуктук
  - Пангніртунг — Аеропорт Пангніртунг
  - Понд-Інлет — Аеропорт Понд-Інлет
  - Кікіктарьюак — Аеропорт Кікіктарьюак
  - Ранкін-Інлет — Аеропорт Ранкін-Інлет
  - Талойоак — Аеропорт Талойоак
- Онтаріо
  - Оттава — Міжнародний аеропорт Оттави імені Макдональда/Картьє

Чартерні перевезення
- SunFest Tours[6]
  - Лафлін (Невада)/Балхед-Сіті (Аризона), США — Міжнародний аеропорт Лафлін/Балхед
- Canadian Natural Resources Limited[7]
  - Форт-Маккай, Альберта — Аеропорт Форт-Маккай
  - Алмазні копальні Діавік — Аеропорт Діавік
- BHP Billiton
  - Ekati Diamond Mine — Аеропорт Екаті
- Футбольний клуб Edmonton Eskimos — різні напрямки
- Suncor Energy — Аеропорт Форт Мак-Мюррей
- D. N. D. Cadet Flights — аеропорти Західної Канади

## Партнерські угоди
Canadian North має партнерські угоди з кількома невеликими авіакомпаніями місцевого значення такими, як Aklak Air, Air Tindi, North-Wright Airways і Calm Air.

## Флот

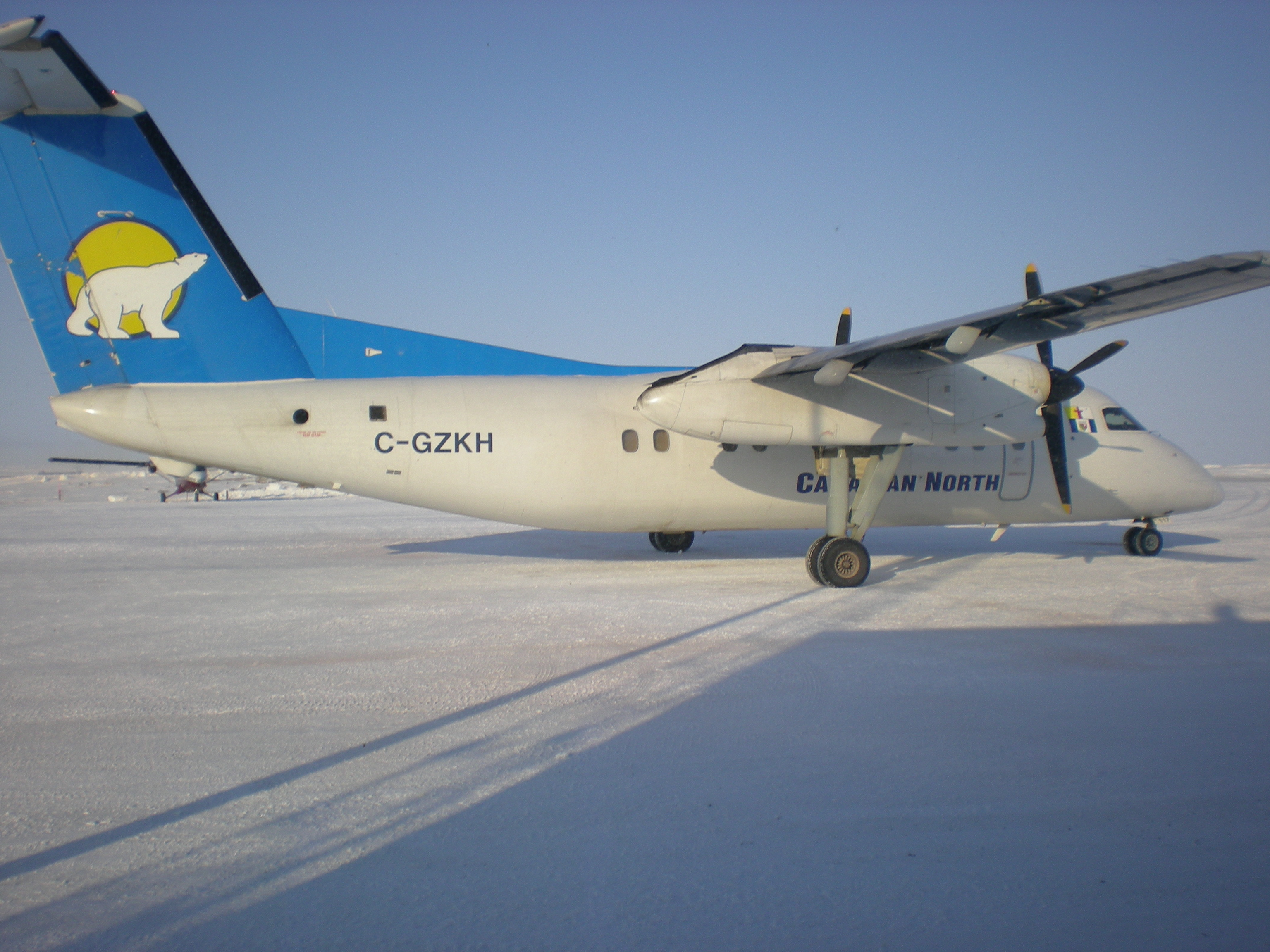
de Havilland Canada Dash 8 авіакомпанії Regional 1, що працює в лізинг у Canadian North. Аеропорт Кеймбрідж-Бей

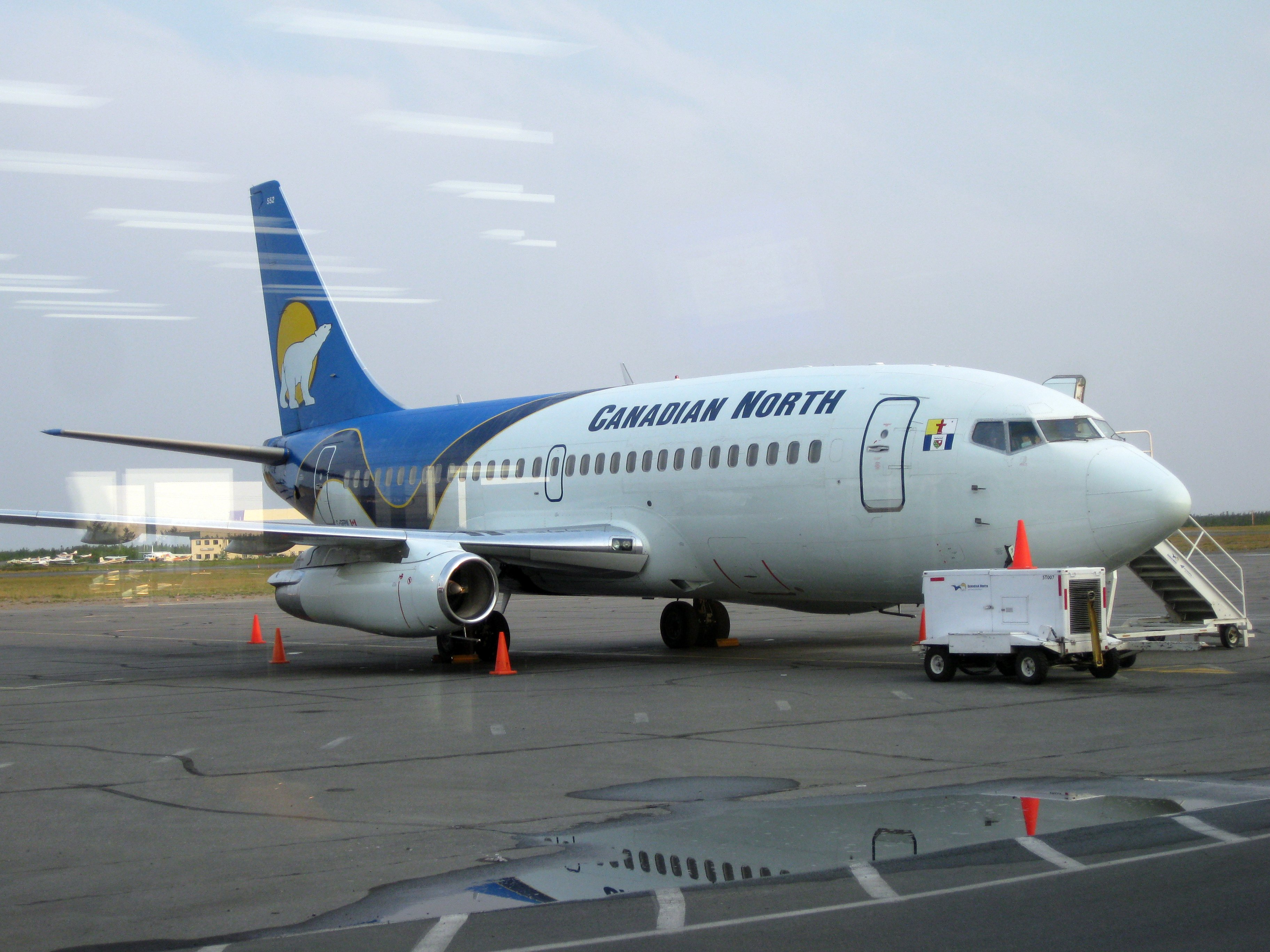
Boeing 737-200 (реєстраційний C-GFPW) в сучасній лівреї в аеропорту Йеллоунайфу

Станом на 12 вересня 2009 року повітряний флот авіакомпанії Canadian North становили такі літаки:

## Послуги і сервіс
Canadian North входить в бонусну програму Aeroplan заохочення часто літаючих пасажирів, при цьому, призові милі, зароблені на рейси інших авіакомпаній — учасниць «Aeroplan» можуть бути замінені регулярними або чартерними рейсами Canadian North в повному обсязі.
Авіакомпанія також використовує власну бонусну програму «Aurora Concierge», послуги якої входить пріоритетна реєстрація пасажирів на рейс, позачергова обробка багажу, посадка в літак, більш високий клас бортхарчування, безкоштовні алкогольні напої на борту і ряд інших привілеїв.

### Сервіс на борту
Загальний сервіс на борту літаків Canadian North включає в себе:
- безкоштовний ілюстрований журнал Up Here, який видається в Йеллоунайфі;
- гарячі вологі рушники;
- вибір безкоштовного харчування з двох наборів;
- безкоштовні безалкогольні напої;
- вибір пасажирського місця при посадці на борт;
- безкоштовні газети і ряд журналів;
- безкоштовні розмальовки для дітей.

## Авіаподії і нещасні випадки
- 22 травня 2008 року. Літак Boeing 737-200, регулярний рейс 1714 Форт-Маккей—Саскатун—Монреаль—Монктон. При заході на посадку в Міжнародному аеропорту Саскатун імені Джона Р. Діфенбейкера в правому двигуні літака виникла сильна вібрація. За 1700 метрів до злітно-посадкової смуги № 33 аеропорту сталася зупинка двигуна і літак був змушений здійснити посадку на одному моторі. З 102 пасажирів і п'ять членів екіпажу на борту ніхто не постраждав[13].